# 岐阜県成長産業人材育成センター
岐阜県成長産業人材育成センター（ぎふけんせいちょうさんぎょうじんざいいくせいセンター）は、岐阜県各務原市にある岐阜県が運営する公共施設（研修施設）。

## 概況
- 岐阜県が設置した、成長分野（航空宇宙、医療福祉機器等）の人材育成の拠点である。テクノプラザのアネックス・テクノ2（2000年（平成12年）完成）内の旧・岐阜県情報技術研究所施設を改修し、2016年（平成28年）11月1日開所[1]。
- 成長産業人材育成（次世代エネルギー、医療福祉機器、航空宇宙産業）研修・セミナー等の開催、研修室の提供を行っている。

## 施設
1階
- 会議室
- 応接室
- 組立技能者研修（座学）室
- 組立技能者研修（実習）室

2階
- 会議室　（2室）
- 研修室　（2室）
- 講師控室　（2室）
- 検査技術者研修室　（2室）

3階
- 多目的研修室
- 研修室　（2室）

4階
- 多目的研修室
- 講師控室

## 利用案内
- 所在地：岐阜県各務原市テクノプラザ1丁目1　（アネックス・テクノ2西棟）
- 開館時間：9:00 - 17:00
- 休館日：土日曜日・祝日、年末年始（12月29日 - 1月3日）

## 交通アクセス

### 公共交通機関
- 岐阜バス「テクノプラザ」バス停より徒歩すぐ。
  - 岐阜駅（JR岐阜駅バスターミナル）、名鉄岐阜駅（名鉄岐阜のりば）より尾崎団地線「テクノプラザ」行き。
  - 名鉄各務原線三柿野駅よりVRテクノ線「テクノプラザ」行き。倉知線「せき東山」行き。
  - 長良川鉄道関駅（関シティターミナル）より倉知線「三柿野駅前」行き。

### 自動車
- 東海北陸自動車道岐阜各務原ICより約15分。
  - 岐阜各務原ICより国道21号を東進、「三ッ池町」交差点から岐阜県道17号江南関線を北上、「テクノプラザ口交差点」すぐ。
- 東海北陸自動車道関ICより約10分。
  - 関ICより国道248号を東進、「倉知西交差点」から県道17号を南下、「テクノプラザ口交差点」すぐ。